# Гандра (Паредеш)
Гандра (порт. Gandra) — район (фрегезия) в Португалии, входит в округ Порту. Является составной частью муниципалитета Паредеш. По старому административному делению входил в провинцию Дору-Литорал. Входит в экономико-статистический субрегион Тамега, который входит в Северный регион. Население составляет 5804 человека на 2001 год. Занимает площадь 12,06 км².
Покровителем района считается Архангел Михаил (порт. São Miguel).